# Chen Duanscheng
Chen Duanscheng, född 1751, död 1796, var en kinesisk författare och diktare. 
Hon tillhörde en ämbetsfamilj och gifte sig med ämbetsmannen Fan Tan. Äktenskapet var lyckligt, och hennes makes förvisning till gränstrakterna efter ett korruptionsmål 1780 gjorde att separationen påverkade henne svårt. Hon var en uppskattad diktare, men är mest känd för sin roman, Zaishenguyang, som beskriver en kvinna som klädde ut sig till man för att göra ministerkarriär och fick leva bredvid den man hon älskade utan att kunna gifta sig med honom, något som har tolkats som ett uttryck för saknad efter hennes make. Hon hann dock aldrig slutföra romanen, som skrevs klart efter hennes död av Liang Desheng. Fan Tan fick återvända till Peking strax efter hennes död. 